# Réservoir de Brno
 (avril 2024).
Le réservoir de Brno, anciennement connu sous le nom de réservoir Kníničky (tchèque : Brněnská přehrada ou sous le nom de Prýgl en argot hantec) est un lac de barrage sur la rivière Svratka, à la limite nord-ouest de la ville de Brno, en République tchèque. La construction d'un barrage au 56e kilomètre de la rivière Svratka a provoqué l'inondation contrôlée de la vallée du village de Kníničky (aujourd'hui un district de Brno). Ce réservoir servait autrefois de réserve d'eau pour la ville de Brno et est désormais un lieu de loisirs, mais aussi une source d'énergie hydroélectrique pour le territoire. L'administrateur du réservoir de Brno est l'entreprise publique Povodí Moravy, sp.

## Informations de base

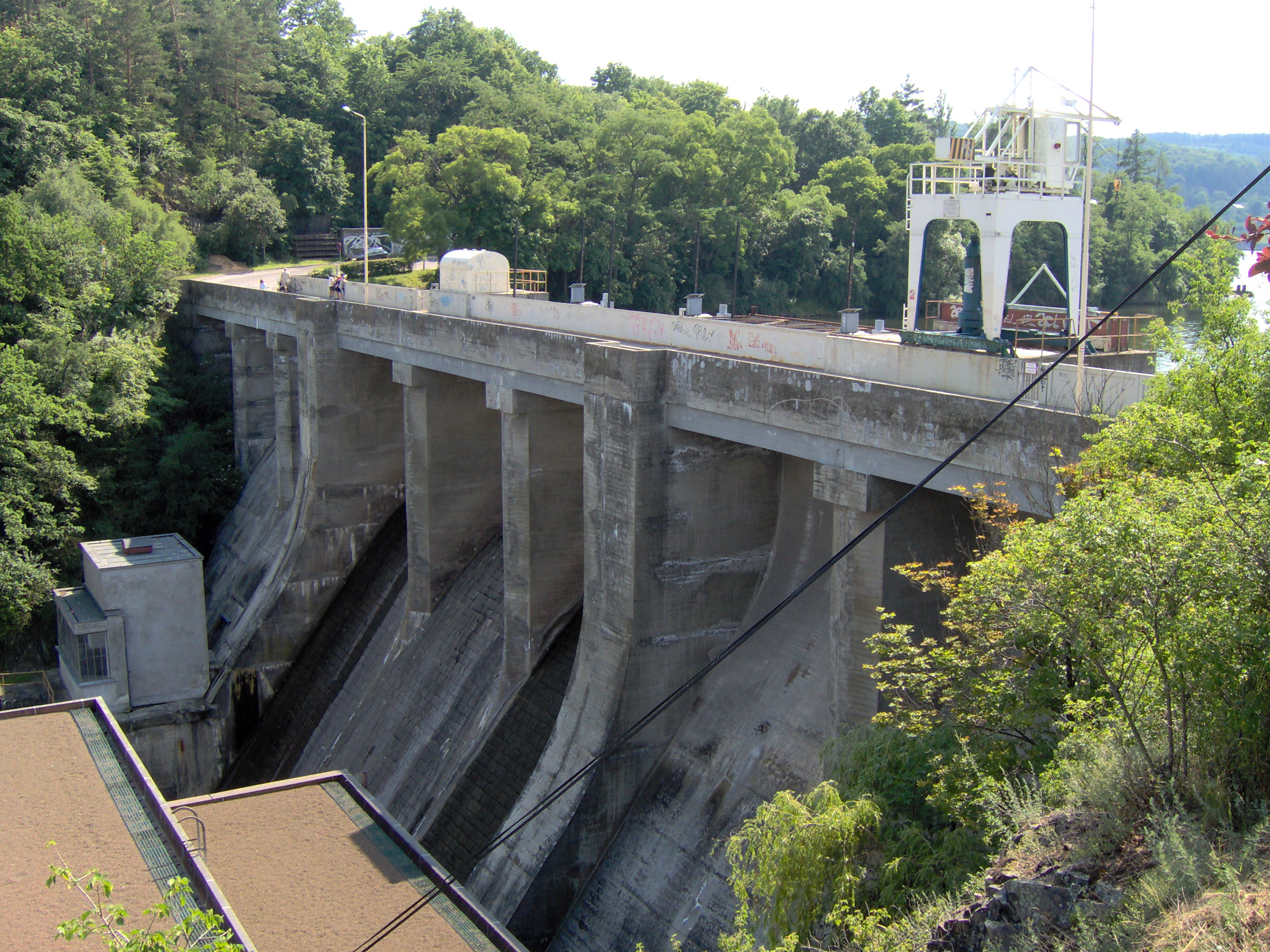
Barrage de Brno

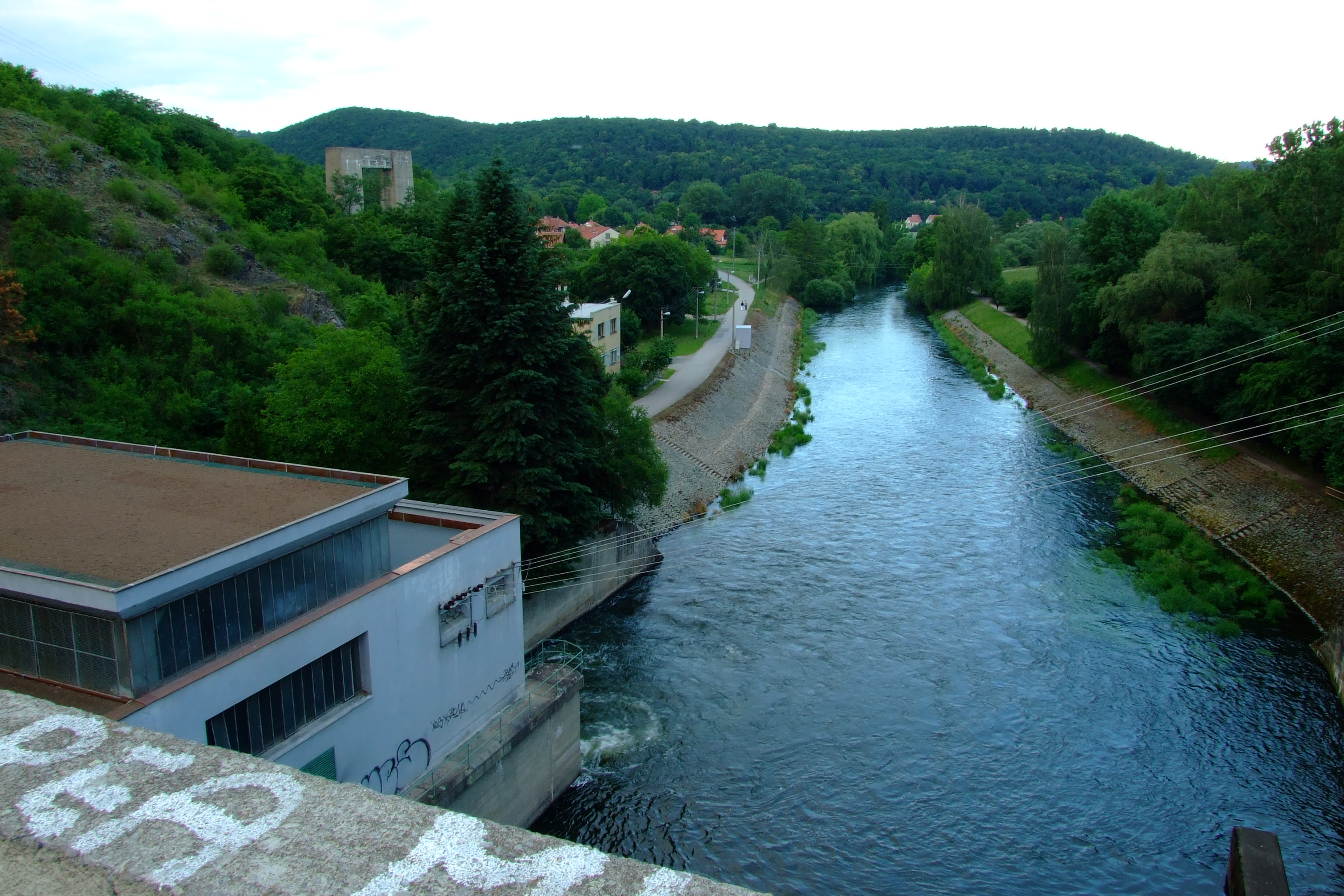
Vue depuis la digue

La création d'un barrage sur la rivière Svratka est proposée pour la première fois au début du XXe siècle, l'idée ne fut cependant réalisée qu'en 1936-1940. Le principal investisseur est alors le ministère des Travaux publics. Outre la ville de Brno, le pays de Moravie-Silésie (l'ancien gouvernement provincial) a participé financière à hauteur de 25 % dans sa construction.
La houle du réservoir commence sous le déversoir du moulin Tejkalův à Veverská Bítýška et s'étend sur près de 10 km jusqu'au barrage à la frontière des districts de Brno-Bystrc et de Brno-Kníničky. La zone inondée couvre 259 ha. Le stockage inactif atteint jusqu'à 7,6 millions de m³ ; l'espace de réserve est de 10,8 millions de m³. Quant au barrage, il mesure 7,14 m de large en sa couronne et 120 m de long, s'élévant à 23,5 m au-dessus du fond de la rivière à une altitude de 233,72 m.
La centrale hydroélectrique utilise une turbine Kaplan d'une puissance de 2,88 MW (la puissance installée est de 3,1 MW). En cas de fonctionnement insulaire (c'est-à-dire si l'installation est déconnectée du système de réseau, par exemple en cas de panne du réseau de transport d'énergie électrique), la turbine peut être utilisée pour installer une turbine à combustion de gaz dans le système de chauffage. plante « Červený mlýn » en mouvement. Une petite centrale hydroélectrique à Brno-Komín sert de réservoir tampon.
À la fin de la Seconde Guerre mondiale, l'armée allemande en retraite a placé des mines sur les routes voisines et a placé un baril de trinitrotoluène sur le barrage (les explosifs devaient à l'origine être placés dans la tuyauterie du barrage, mais celle-ci a été scellée avec du béton afin de la protéger de tout type de sabotage) et a posté des mitrailleuses dans la maison du gardien du barrage Šikula. Šikula, avec quelques personnes cachées dans la salle de la centrale électrique, a averti un convoi de l'Armée rouge des projets allemands de sabotage et permettant d’empêcher la destruction du barrage. Šikula a été blessé par balle,. Il y a aujourd'hui une plaque en son honneur au barrage.

## Tourisme

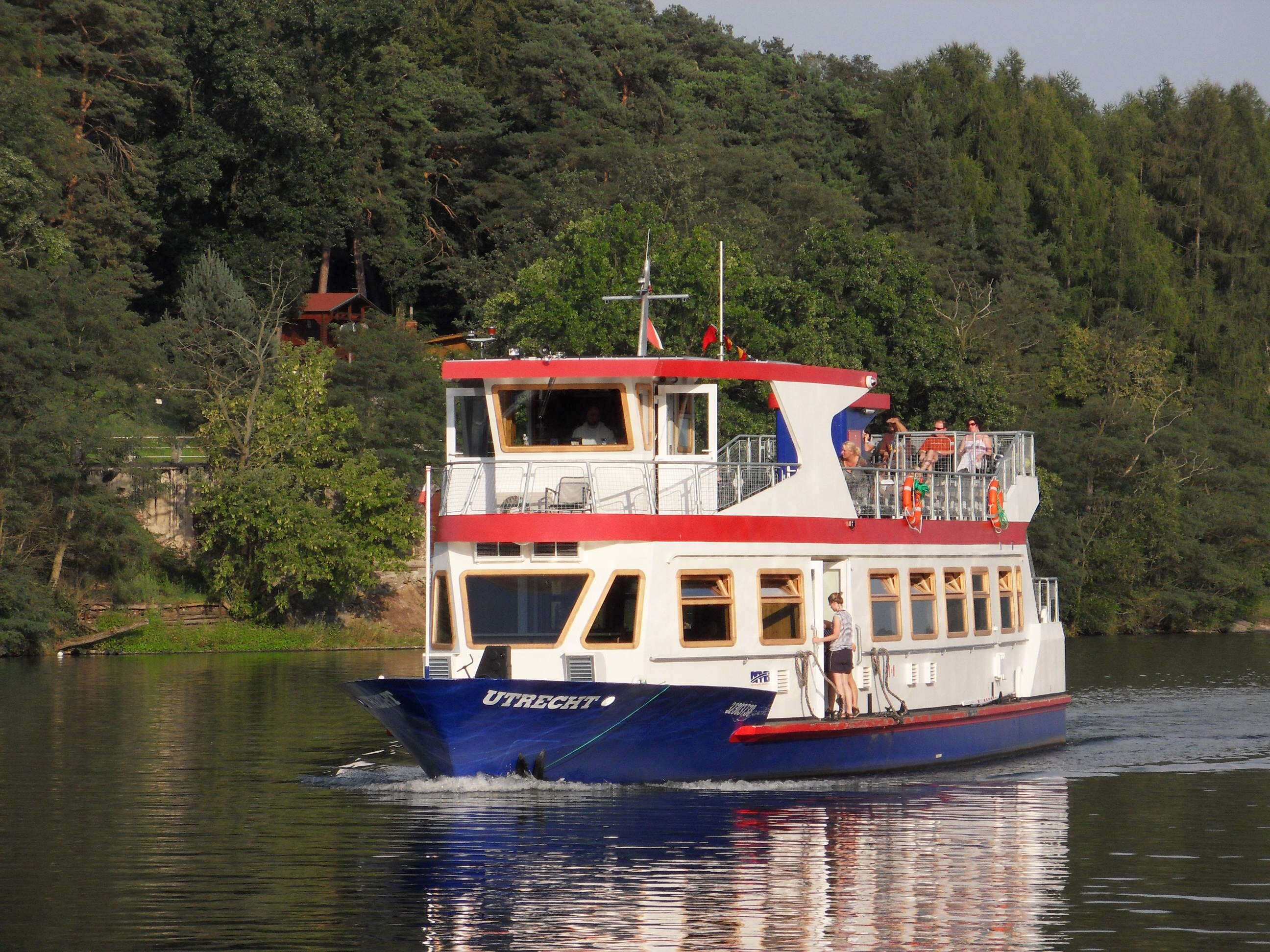
L'un des bateaux de plaisance du réservoir

Le réservoir de Brno est aujourd'hui une zone de loisirs populaire auprès des habitants locaux et des touristes.Entouré de vastes forêts des deux côtés du réservoir, ce cadre naturel propose de nombreuses possibilités non seulement pour la baignade et les sports nautiques, mais aussi pour la randonnée et le vélo. Le château de Veveří, surplombant l'eau près de Veverská Bítýška, est une destination populaire auprès des touristes. Des aménagements ont été érigés pour faciliter les déplacements des touristes dans la zone dont un pont pour les cyclistes et randonneurs au-dessus du réservoir à proximité du château.
Le réservoir peut être visité toute l'année et nager dans le lac est considéré comme sécurisé dans les zones dédies.

## Culture

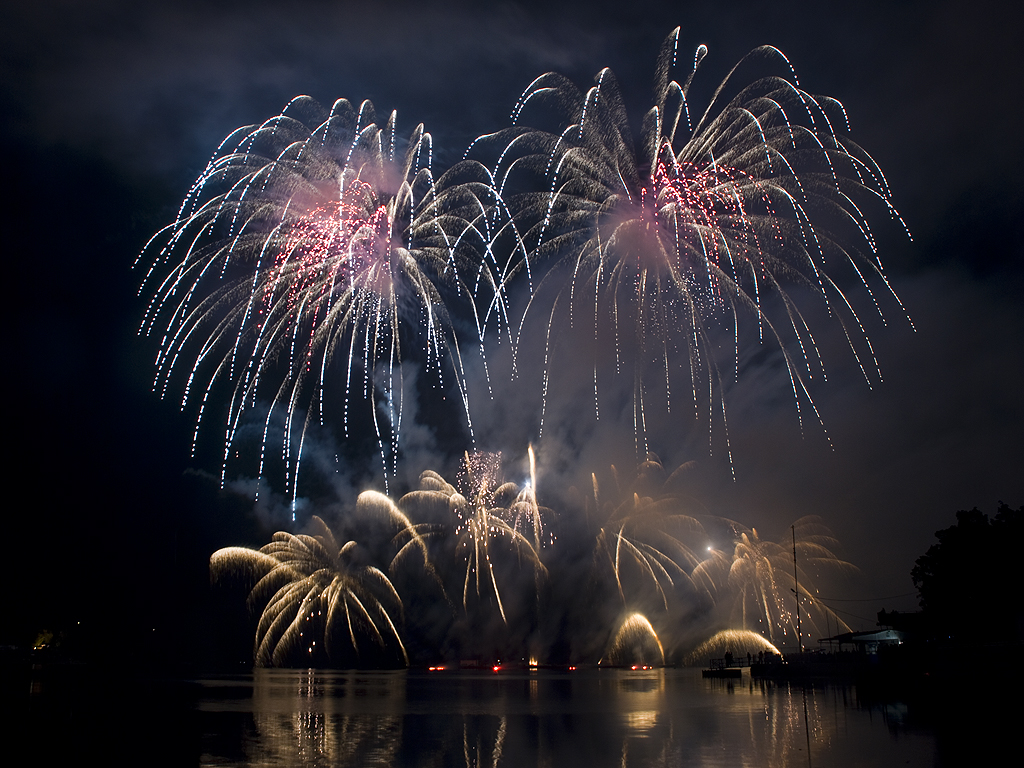
Concours de feux d'artifice Ignis Brunensis

Un important concours international de feux d'artifice, nommé Ignis Brunensis, a lieu chaque année en fin mai et début juin au réservoir de Brno.

## Pollution
En raison de la pollution de l'eau par les eaux usées communales, le réservoir a longtemps souffert d'une quantité importante de cyanobactéries. En conséquences en 2010, le réservoir a subi une série de nettoyages chimiques destinés à éliminer les bactéries. Ces nettoyages restent un sujet de critiques et de controverses, car certains prétendent qu'il ne s'agissait que d'une astuce préélectorale et qu'ils n'apporteront pas de résultats suffisants à long terme. Depuis 2011, l'eau du réservoir est cependant propice à la baignade,.
En 2018, la qualité de l'eau du réservoir a encore baissé et en juillet, elle a été déclarée impropre à la baignade. Cela s'explique en partie par le temps extrêmement sec et chaud et par le retard dans l'application de substances chimiques contre les bactéries.

## Croisières en bateau
L'Office des transports publics de Brno organise des croisières en bateau sur le réservoir pendant la saison estivale. Les bateaux partent du port de Bystrc (« Přístaviště ») jusqu'au château de Veveří et continuent parfois jusqu'à Veverská Bítýška (en fonction du niveau de l'eau). Les bateaux les plus récents s'appellent Dallas, Lipsko, Stuttgart, Utrecht et Vídeň (d'après Dallas, Leipzig, Stuttgart, Utrecht et Vienne, les villes jumelles de Brno) ; et les plus anciennes s'appellent Brno et Morava. Les bateaux circulent toutes les 45 minutes.

## Sport
Le réservoir est un lieu populaire pour les sports grâce à son cadre naturel. Outre le canoë, le ski nautique et la voile, le réservoir est également utilisé pour l'aviron. Plusieurs clubs d'aviron y opèrent, comme le ČVK Brno (Czech Rowing Club Brno) ou le TJ Lodní sportif Brno (TJ Water Sports Brno). Le membre le plus célèbre de cette dernière est Miroslava Knapková, vainqueur en aviron aux Jeux olympiques de 2012.